# Santo agostiniano
Santo agostiniano è un dipinto, tecnica mista su tavola a fondo oro (39x28 cm), di Piero della Francesca, databile al 1454-1469 e conservato nella Frick Collection di New York. Si tratta di uno dei pannelli secondari dello smembrato e parzialmente disperso Polittico di Sant'Agostino, originariamente dipinto per la vecchia chiesa agostiniana di Sansepolcro, oggi Santa Chiara. L'inclinazione della santa dimostra che esso era nella metà destra.

## Storia
Del polittico si conosce la data del contratto, 4 ottobre 1454, e quella dell'ultimo pagamento, 14 novembre 1469.
Spostato probabilmente col trasferimento degli Agostiniani, dovette finire in una posizione secondaria, per essere poi smembrato. Verso la fine del XIX secolo comparve sul mercato antiquario. Il pannello del Santo agostiniano venne acquistato dalla collezione newyorkese nel 1950, con l'analogo di Santa Monica.

## Descrizione e stile
Del santo si riconosce solo l'abito agostiniano nero con cintura e cappuccio e l'attributo del libro rosso tra le mani non è sufficiente per avvalorare un'identificazione.
La sua figura ha un cipiglio severo, con il volto giovane fortemente caratterizzato individualmente. Non è chiaro se questi piccoli pannelli si trovassero nel registro superiore oppure nella predella del polittico.